# Liste der Baudenkmäler in Baar (Schwaben)
Auf dieser Seite sind die Baudenkmäler in der schwäbischen Gemeinde Baar (Schwaben) zusammengestellt. Diese Tabelle ist eine Teilliste der Liste der Baudenkmäler in Bayern. Grundlage ist die Bayerische Denkmalliste, die auf Basis des Bayerischen Denkmalschutzgesetzes vom 1. Oktober 1973 erstmals erstellt wurde und seither durch das Bayerische Landesamt für Denkmalpflege geführt wird. Die folgenden Angaben ersetzen nicht die rechtsverbindliche Auskunft der Denkmalschutzbehörde.

## Baudenkmäler nach Ortsteilen

### Heimpersdorf
| Lage                       | Objekt                                          | Beschreibung | Akten-Nr.             | Bild           |
| -------------------------- | ----------------------------------------------- | --- | --------------------- | -------------- |
| in Heimpersdorf (Standort) | Katholische Pfarrkirche St. Johannes der Täufer | Chorturmkirche, Saalbau mit Satteldachturm, im Kern Ende 12. Jahrhundert, Anfang 16. Jahrhundert erneuert, Langhaus zweite Hälfte 17. Jahrhundert; mit Ausstattung | D-7-71-176-2 Wikidata | weitere Bilder |

### Lechlingszell
| Lage       | Objekt                                                  | Beschreibung | Akten-Nr.             | Bild                                                    |
| ---------- | ------------------------------------------------------- | --- | --------------------- | ------------------------------------------------------- |
| (Standort) | Katholische Filialkirche Zur Schmerzhaften Muttergottes | Pilastergegliederter Saalbau mit Stichkappentonne und eingezogenem Chor, Dachreiter mit Zwiebelhaube, 1727/28; mit Ausstattung | D-7-71-176-3 Wikidata | Katholische Filialkirche Zur Schmerzhaften Muttergottes |

### Oberbaar
| Lage                      | Objekt                                    | Beschreibung | Akten-Nr.             | Bild           |
| ------------------------- | ----------------------------------------- | --- | --------------------- | -------------- |
| Elendholz (Standort)      | Katholische Wallfahrtskapelle Maria Elend | Flachgedeckter Saalbau mit eingezogenem Chor und Dachreiter, 1957/58; mit Ausstattung                                 | D-7-71-176-6 Wikidata | weitere Bilder |
| Kirchweg 20 (Standort)    | Pfarrhaus                                 | Zweigeschossiger Satteldachbau mit Gesimsgliederung, 1692                                                             | D-7-71-176-4 Wikidata | Pfarrhaus      |
| Schulstraße 17 (Standort) | Katholische Pfarrkirche St. Lorenz        | Flachgedeckter Saalbau mit eingezogenem Chor unter Stichkappentonne, nördlicher Zwiebelturm, 1715/16; mit Ausstattung | D-7-71-176-5 Wikidata | weitere Bilder |

### Unterbaar
| Lage                        | Objekt                                                          | Beschreibung | Akten-Nr.             | Bild           |
| --------------------------- | --------------------------------------------------------------- | --- | --------------------- | -------------- |
| Hauptstraße 18 b (Standort) | Schloss                                                         | Dreigeschossiger Walmdachbau mit Eckerkern, im Kern 16. Jahrhundert, im frühen 18. Jahrhundert barockisiert, 1916 ff. verändert | D-7-71-176-7 Wikidata | weitere Bilder |
| Hauptstraße 22 (Standort)   | Katholische Filialkirche St. Margareta, ehemalige Schlosskirche | Flachgedeckter Saalbau mit eingezogenem Chor, östlicher Turm mit geschwungenem Zeltdach, 1727; mit Ausstattung                  | D-7-71-176-8 Wikidata | weitere Bilder |